# Иодид ртути(I)
Иодид ртути(I), иодид диртути(2+), дииодид диртути — неорганическое вещество с формулой {\displaystyle {\mathsf {Hg_{2}I_{2}}}}, соединение ртути и иода. Относится к классу бинарных соединений, может рассматриваться как димер соли одновалентной ртути и иодоводородной кислоты. Кристаллическое вещество жёлтого цвета.

## Физические свойства
Иодид ртути(I) при нормальных условиях — твёрдое легколетучее вещество жёлтого цвета, нерастворимое в воде (растворимость 1,6⋅10−7 г/л), этаноле, эфире, растворимое в касторовом масле. Не образует кристаллогидратов.
Имеет тетрагональную сингонию кристаллической решётки (пространственная группа I 4/mmm, a = 0,695 нм, с = 1,157 нм, Z = 2).

## Химические свойства
Иодид ртути(I) не реагирует с щелочами, раствором аммиака, разбавленными кислотами.
Вступает в реакции:
- с концентрированной азотной кислотой

{\displaystyle {\mathsf {Hg_{2}I_{2}\ +\ 6HNO_{3}\ \longrightarrow \ 2Hg(NO_{3})_{2}\ +\ 2HI\ +\ 2NO_{2}\uparrow +\ 2H_{2}O}}}
- с горячей концентрированной серной кислотой

{\displaystyle {\mathsf {Hg_{2}I_{2}\ +\ 4H_{2}SO_{4}\ \longrightarrow \ 2HgSO_{4}\downarrow +\ I_{2}\downarrow +\ 2SO_{2}\uparrow +\ 4H_{2}O}}}
- с концентрированным раствором иодида калия

{\displaystyle {\mathsf {Hg_{2}I_{2}\ +\ 2KI\ \longrightarrow \ K_{2}[HgI_{4}]\ +\ Hg\downarrow }}}
На свету разлагается на иодид ртути(II) и металлическую ртуть:
{\displaystyle {\mathsf {Hg_{2}I_{2}\ \longrightarrow \ HgI_{2}\ +\ Hg}}}

## Получение
Иодид ртути(I) может быть получен:
- с помощью реакций ионного обмена, например осаждением иодидом калия из раствора нитрата ртути(I) в разбавленной азотной кислоте

{\displaystyle {\mathsf {Hg_{2}(NO_{3})_{2}+\ 2KI\longrightarrow Hg_{2}I_{2}\downarrow +\ 2KNO_{3}}}}
- взаимодействием металлической ртути с иодом в этаноле (иодид ртути(I) выпадает в осадок)

{\displaystyle {\mathsf {3Hg\ +\ 2I_{2}\ \longrightarrow \ HgI_{2}\ +\ Hg_{2}I_{2}\downarrow }}}

## Применение
Иодид ртути(I) применяется при изготовлении люминесцентных ламп.

## Токсичность
Иодид ртути(I) является очень токсичным веществом. Токсическое действие проявляется при проглатывании, вдыхании пыли или паров, контакте с кожей. При попадании внутрь организма одним из вышеназванных способов главным образом поражаются почки, ЖКТ и нервная система. Очень токсичен для водных организмов, вызывает долговременные негативные изменения в водной среде.
ПДК составляет (в пересчёте на Hg): в воздухе рабочей зоны 0,2 мг/м³, в атмосферном воздухе 0,0003 мг/м³, в воде водоёмов 0,001 мг/л.